# Eponym
Eponym, též eponymos (z řeckého dávající jméno), je skutečná nebo smyšlená osoba, jejíž jméno bylo dáno rodině či rodu, etnické skupině, objevu, vynálezu, místu, věci apod. Ve starověkých Athénách byl archón epónymos zodpovědný za civilní správu města archón, po němž byl pojmenován běžný rok.

## Eponymní úředníci
První eponymní úředníci byli údajně v Asýrii již ve 2.tisíciletí př. n. l.
Ve starověkých Athénách byli voleni archonti, z nichž nejvyšším byl archón epónymos, podle kterého byl nazýván daný rok – kupříkladu rok 594 př. n. l. byl pojmenován po Solónovi.
Ve starověkém Římě byli eponymní úředníci nazýváni konzuly.

## Další eponyma
Eponymové a eponyma se vyskytují v názvech etnik a sociálních skupin lidí. Ve starověkém Řecku byli Dórové pojmenováni podle Dora, tak jako Češi odvozují své jméno od praotce Čecha.
U geografických názvů jsou eponymové také běžní, týká se to měst i vesnic, zemí, ale třeba také celých kontinentů.
Ve vědě a technice se používají také: v systematice – latimérie, kůň Převalského; v biologii – Purkyňovy buňky; ve fyzice – Charlesův zákon, Ångström; v technice – Kaplanova turbína; v architektuře – dórský sloh.
V umění se za eponyma považuje hlavní hrdina v názvu knihy nebo díla, ale také umělec, podle kterého nese dílo svůj název.
Termín se užívá také v přeneseném významu pro zástupnou postavu nebo příběh, jak je běžné ve starověké a mytické literatuře. Například biblický příběh Jákoba Izraele je eponymem pro příběh celého Izraele jako lidu.

## Jan Evangelista Purkyně
Patrně nejfrekventovanějším českým eponymem je Jan Evangelista Purkyně.
- Purkyňovy buňky – velké nervové buňky neurony v kůře mozečku, jejichž axony vedou k jádrům centrálního mozečku[3]
- Purkyňova vlákna – součást převodního systému srdečního, speciální buňky vedoucí vzruch v srdečních komorách[4]
- Purkyňovy obrazy – sítnicové vnímání stínů krevních cév[5]
- Purkyňův jev – posuv maxima citlivosti oka při přechodu denního světla k soumraku směrem ke kratším vlnovým délkám[6]
- Purkyňův následný obraz – druhý pozitivní následný obraz v posloupnosti vizuálních následných obrazů pocházejících z krátkého světelného stimulu, který se zřetelně objevuje jako barevně komplementární k originálnímu počitku[7]

## Zajímavosti
- Jeden z českých eponymů je Georg Joseph Kamel, podle kterého byly pojmenovány kamélie.
- Slova mající své eponymy: kolt, Adidas, žiletka, sendvič, gilotina, bojkot, lynčování, lux, pišingr, tep atd.